# 四條畷市立四條畷南小学校
四條畷市立四條畷南小学校（しじょうなわてしりつ しじょうなわてみなみしょうがっこう）は、大阪府四條畷市中野新町にある公立小学校。

## 沿革
- 1969年（昭和44年）4月1日 - 四條畷市立四條畷小学校から分離して開校。
- 1971年（昭和46年）4月1日 - 四條畷市立四條畷西小学校を分離。
- 1979年（昭和54年）4月1日 - 四條畷市立北出小学校を分離。

## 通学区域
- 四條畷市 中野新町、美田町、米崎町、楠公一丁目、楠公二丁目、南野一丁目（一部）。

※卒業後は、四條畷市立四條畷西中学校に進学する。